# Сирене
 Тази статия е за групата млечни продукти.  За обичайната за България разновидност вижте Бяло саламурено сирене.  
Сиренето е млечен продукт, претърпял физико-химични и биохимични промени под действието на сирищния ензим и ензимите на млечнокиселите микроорганизми. То е концентриран продукт от белтъчни вещества, млечна мазнина, соли, витамини и притежава приятни вкусови и ароматни вещества.
В България думата „сирене“ обикновено се използва за бялото саламурено сирене, но всъщност сирената са хиляди видове, всяко от тях със свои уникални характеристики, получени в зависимост от вида мляко, технологията, мястото на производство. Общото за всички сирена е, че се получават след коагулация на белтъка, след което коагулиралата маса се отцежда от остатъчната суроватка и се подправя и дообработва според съответната технология.

Сиренето притежава висока калоричност и физиологична пълноценност, които се обуславят от високо съдържание на белтъчни вещества и мазнини, от наличието на добре усвоими от човешкия организъм пептиди, свободни аминокиселини, витамини и микроелементи.

## Исторически сведения
Сиренето е храна с древен произход. Липсват сигурни сведения за това къде е произлязло, но се предполага, че това е станало едновременно в района на Европа, Централна Азия и Близкия изток. Според Плиний Стари сирене се е произвеждало в земите на Римската империя още преди възникването ѝ, а римляните само усъвършенстват технологията на производство. Смята се, че сирене се произвежда от около 8000 г. пр.н.е. Това е периодът на одомашняване на първите тревопасни животни. Вероятно първото сирене е създадено случайно от номадски племена в Централна Азия. Традиционно млякото в тези области се е съхранявало в кожи от одрани животни. В резултат на пресичането му се е образувал коагулум. При клането на сукалчета древните хора забелязвали, че млякото се пресича в стомаха им. Това вероятно е подтикнало любопитството на хората да използват стомашно съдържание за подсирване на млякото. Най-ранните археологически доказателства за производство на сирене са от откритите останки в египетска гробница датирани от около 2000 г. пр.н.е. Предполага се, че първите видове сирена са били доста кисели и солени, подобни по структура на пресечена извара или на саламурени сирена произвеждани днес на Балканския полуостров. Сиренето произведено в Европа, където климатът е по-хладен от този в Близкия изток, изисква по-малко сол за консервиране. С по-малко сол и киселинност, сиренето става подходяща среда за развитието на полезни микроорганизми и плесени. Така постепенно възникват съвременните видове сирена с изявени и интересни вкусове.
За разлика от народите в съвременен Китай и Индия, които постигнали високо развитие на цивилизацията, но не и на добива на мляко и преработката му в различни млечни продукти народите на средиземноморския район имали добре развито животновъдство и се занимавали с производство и преработка на мляко. Гърците много ценели този продукт и благодарение на тях технологията на производство на сирене се разпространява в цялата Римска империя. През Средновековието в Европа сирене е произвеждано в манастирите, където се усъвършенства технологията на производство и се утвърждават различни видове сирена, много от които са известни и днес.

## Етимология
Думата за сирене в английския идва от латинската caseus, и означава казеин. Тя от своя страна произлиза от протоиндоевропейската дума kwat-, означаваща „ферментирам, вкисвам“. В много европейски езици се използва дума произлизаща от латинската. На западнофризийски е tsiis, нидерландски: kaas, немски: Käse, испански: Queso и португалски: Queijo. В повечето от романските езици думата е различна и придобива известност от римските легионери. Тя произлиза от латинската formaticum като означава в буквален смисъл „форма, оформен“. Във френския се нарича fromage, на италиански: formaggio. В славянските езици прадумата за сирене означава „суров“, като вероятната причина за това е, че в миналото, а и днес в някои части на България за приготвянето на сирене се е използвало сурово мляко. Турската дума за сирене peynir и азербайджанската pendir имат общ произход от персийската дума panīr, означаваща „произведено от мляко“.

## Общи характеристики
В зависимост от начина на производство сиренето съдържа от 10 до 30% белтъчни вещества. Голяма част от тях в процеса на зреене се ражграждат до аминокиселини определящи биологичната му стойност. Най-ценни са незаменимите аминокиселини в него като левцин, изолевцин, лизин, метионин, цистеин, фенилаланин, тирозин, треонин, триптофан и валин. При поизводството му около 70% от калциево-фосфатните соли в млякото се задържат в сиренето. Съдържанието на липиди също варира от 10 до 30% от общата му маса. Те са под формата на емулсия и определят неговата масленост. При млечнокиселата ферментация на лактозата се получават както млечна, пропионова, оцетна киселина така и ароматни вещества, които определят вкуса на сиренето. В сиренето се съдържат мастноразтворимите витамини А, D и Е и водноразтворимите B1 и В12.

## Класификация
- Според вида на млякото
  - Овче
  - Краве
  - Биволско
  - Козе
  - Смес
- Според маслеността в сухото вещество
  - Пълномаслено – 46 – 50%
  - Полумаслено – 25 – 45%
  - Обезмаслено – 10 – 20%
- Според предварителната температурна обработка на млякото преди подсирването биват произведени чрез:
  - Термизация – по този начин се произвежда кашкавалът.
  - Пастьоризация – извършват се при 63 – 65 °C за 30 минути или при 68 – 72 °C за 10 минути.
- Според ензимите използвани при коагулацията на млякото
  - Химозинни (сирищни) – използван е ензима химозин или пепсин.
  - Млечнокисели – пресичането на млякото се извършва в резултат на жизнената дейност на млечнокисели бактерии.
- Според температурата на повторното подгряване на сиренината
  - С ниско повторно загряване – 42 – 44 °C
  - С високо повторно загряване – 52 – 56 °C
- Според степента на пресуване на сиренината. Използват се тежести или преси за изцеждане на коагулума. При някои от сирената се прилага и самопресуване.
  - Твърди сирена
  - Полутвърди сирена
- Други
  - Пастьоризирани (топени) сирена – всички съставки се загряват до 90 – 95 °C за 5 – 10 минути
  - Чедеризирани сирена – сиренината се подгрява до 38 – 40 °C. След отделянето на суроватката се подлага на млечнокисела ферментация.
  - Сирена с плесени – в процеса на зреене се добавя култура от плесени.
  - Саламурени сирена – зреенето и съхранението се осъществява в саламура.

## Видове закваски
Пастьоризацията на млякото предназначено за сирене унищожава голяма част от млечнокиселите бактерии участващи в зреенето му. За различните видове сирене е необходима типичната за него микрофлора. Тя се нарича сиренарска закваска и е необходимо условие за правилното зреене на сиренето. Благодарение на вложените в млякото микроорганизми от разграждането на млечната захар, казеина и мазнините се получават нискомолекулни вещества с висока усвояемост и придаващи специфичния аромат на сиренето. Използваните закваски биват течни и твърди. Течните закваски са по-активни, но са по-нетрайни за разлика от сухите.
При производството на сирене с ниско второ подгряване се влагат мезофилни млечнокисели стрептококи. Влагат се както киселиннообразуващи видове като Lactococcus lactis така и ароматообразуващи видове като Streptococcus diacetilactis. Ароматообразуващите култури ферментират млечната киселина и солите, в резултат на което се образува въглероден диоксид. При производството на швейцарските видове сирена се влагат и Пропионобактерии (Propionobacteria schermanii и Propionobacteria petersoni), които разлагат млечната киселина до пропионова и въглероден диоксид. Той се отделя вътре в сиренето и притиска сиренината като образува характерните за този вид сирена шупли.
При производството на сирене с високо второ подгряване се влагат термофилни млечнокисели коки като Streptococcus termophilus и пръчици Lactobacillus bulgaricus, Lactobacillus helveticum и Lactobacillus casei. При производството на бяло саламурено сирене се влага закваска от Lactobacillus lactis и Lactobacillus casei
При много видове меко и полутвърдо сирене освен типичните млечнокисели микроорганизми се влагат плесени, а при други и слузообразуващи бактерии. Зреенето на сирена с плесени се осъществява при развитието на чисти култури от Penicillium roqueforti и Penicillium camamberti. При производството на сирене със слузеста повърхност се влага закваска от Oidium lactis и Brevibacterium linens.

## Препарати подсирващи млякото
Още от дълбока древност за подсирване на млякото се използвал ензимът химозин. Традиционно той е добиван от същинския стомах на преживни домашни животни сукалчета (обикновено агнета) при тяхното клане. Стомахчетата се освобождават от съдържание издуват се и се оставят да изсъхнат за около седмица. След това се нарязват на тънки ленти и се екстрахират на воден разтвор. След това още около седмица екстрактът се претака с цел ензимът да премине в разтвора. Екстрактът се филтрира и прецежда. Получава се напълно бистра мая със специфичен мирис. Посредством пресичане със солна киселина, отделяне на получените коагулуми и допълнителната им обработка се получава суха мая.
Химозинът се проявява като подсирва казеина и незначителното му пептонизиращо действие. Той не действа върху лактоалбумина и лактоглобулина и тези белтъци попадат в суроватката.
Пепсинът е също сирищен ензим но 3 – 4 пъти с по слаба активност от химозина. Това налага влагането му в по-голямо количество, но е възможно да вгорчи сиренето поради силното му протеолитично действие.
Бактерийните протеази се получават от някои щамове протеолитични бактерии. Приложението им за подсирване на млякото е ограничено.

## Оцветяващи сиренето средства
За постигане на яркожълт цвят при някои от сирената се добавят и оцветители преди подсирването на млякото. При някои български саламурени млечни продукти се добавят избелващи добавки. Сирена, в които са добавени такива придобиват леко син или зеленикав оттенък.

## Технология на производство

### Подсирване
Същинското подсирване на млякото се извършва в големи сиренарски вани. Млякото предварително се пастьоризира или термизира след което се охлажда. Сирищната мая се разрежда с чиста вода и се добавя при непрекъснато разбъркване на млякото. Постепенно от течно състояне млякото преминава в коагулирало. Причината е, че казеинът в него от състояние зол преминава в състояние гел. Така калциево-фосфорният казеинов комплекс преминава в калциево-фосфорен параказеинат. Процесът на подсирване продължава за около 20 до 60 минути.

### Нарязване и изпичане
След подсирването е необходимо полученият коагулум да бъде нарязан с цел отделянето на течната му част и да се намали наличието на вода в сиренината с 50 – 70%. Извършва се с помощта на сиренарски нож. При меките и полутвърдите сирена сиренината се нарязва до парчета от 2 до максимум 6 cm³. При твърдите сирена парчетата са с големина от царевично до пшенично зърно. По този начин се повишава повърхността на коагулума и се улеснява отделянето на вода. Отделянето ѝ се повишава от допълнителното ниско или високо второ подгряване. При този процес масата се разбърква допълнително. Така получените зърна бързо се обезводняват и стягат. Този процес се нарича изпичане на сиренината. При консумация на такива зърна те хрущят в устата.

### Отцеждане, формиране и пресоване
Водата съдържаща се в сиренината бива:
- Междукапилярна – механично включена
- Капилярна
- Хидратна (свързана с казеиновите частици)

Най-лесно и бързо се отделя междукапилярната вода. Капилярната се отделя много трудно и от нея зависи водното съдържание на сиренето. Хидратната не се отделя или това става изключително трудно. Процесът на отделяне на суроватка от сиренината се нарича отцеждане. Този процес протича на два етапа. Първият е при нарязването, изпичането и пресуването на сиренината, когато се отделя основното количество. Вторично отцеждане се получава след осоляване на сиренината. При този процес се регулират деминерализацията и делактозацията на сиренината, което определя и хода на зреенето и оформянето на органолептичните качества на сиренето. Отцеждането се извършва през сита или цедилки.
Пресоването е следващия процес. То се извършва като се пресова цялата обща маса или сиренината се отделя и се пресова в калъпи. По този начин процесът на пресуване на сиренето се движи успоредно с придаване на специфичната му търговска форма (формиране). При пресуването се използват преси с тежести. Предизвиква се слепване на отделните зърна и допълнително отцеждане на водата. При меките и някои от полутвърдите сирена се прилага самопресуване и самоотцеждане. При твърдите се използват преси с възможност за постоянно натоварване и увеличаване на тежестта.

### Осоляване
Осоляването е следващия процес, на който се подлага сиренината. Основава се на процесите на дифузия и осмоза. То влияе върху регулирането на водното съдържание в сиренето и протичането на микробиологичните и физико-химичните процеси в него. С този процес се възпрепятстват загнивните процеси в сиренето и се образува кора при твърдите сирена. Според начина на осоляване то бива:
- Прибавяне на готварска сол в прясното мляко – при производството на някои видове твърдо и полутвърдо сирене. Прибавя се 0,4 – 0,5% готварска сол.
- Осоляване на сиренинните зърна – поставя се сол в зърната в количество до 1,5%.
- Осоляване на формиране на сиренето в образуваната маса
- Водно осоляване на формите в саламура – осигурява се равномерно осоляване на масата. Съдържанието на готварска сол в сиренето е 3 – 4%. Концентрацията на използвания разтвор се движи от 16 до 25% според вида на сиренето.
- Сухо осоляване – рядко се прилага. Формираната маса се осолява няколко пъти като първоначално се използва по-малко количество сол с цел да не се образува кора, която да попречи на по-нататъшното осоляване.
- Комбинирано осоляване (сухо и мокро) – първо се прилага мокро осоляване в саламура, след което образуваните пити се осоляват сухо в продължение на няколко дена.

### Зреене
Това е последният етап от приготвянето на сирене, при който се получават сложни промени в съставните му части. Това е периодът в който се формират органолептичните свойства придаващи характерните за вида на сиренето особености. Най-съществени промени настъпват в белтъците и в по-малка степен при мазнините. В първите часове след подсирването микроорганизвите от закваската се намножават бурно. Лактозата се разгражда до глюкоза и галактоза, а от там и до млечна киселина. Постепенно се повишава общата и титруемата киселинност. Получената млечна киселина отнема калция от калциевия параказеинат като го превръща в монокалциев. Полученото ново съединение има свойството да набъбва и спомага за слепването на отделните зърна и придаването на еластичност на сиренето. За получаването на характерните органолептични и хранителни свойства на сиренето най-голямо значение има промяната в казеина. Тя преминава през няколко етапа:
- Казеинът се променя под действието на сирищния ензим. Калциевофосфорният комплекс се превръща в калциев параказеинат.
- Калциевият параказеинат под действието на млечната киселина се превръща в монокалциев параказеинат.
- Монокалциевият параказеинат се хидролизира под действието на бактериини ендоензими и се превръща в по-прости разтворими съединения като албумози и пептони.
- Последните претърпяват хидролитично разграждане и се образуват аминокиселини и междинни продукти.
- Някои от аминокиселините се дезаминират и се образуват амини, амоняк и мастни киселини. Други се декарбоксилират до въглероден диоксид и амини.

При зреенето на сиренето в резултат на получените разпадни продукти се получават специфичния вкус и мирис. Съвкупността от вкуса и аромата се нарича „букет на сиренето“. Вкусовите качества основно се дължат на някои аминокиселини. От тях глутаминовата киселина определя най-силно букета на сиренето. При формирането на аромата и вкуса вземат участие около 130 вида летливи вещества. Сред тях са и амините тирамин, триптамин, хистамин, метилаланин, диметил и триметиламин и други.
Приема се, че в първите дни от зреенето белтъците се разграждат от химозина. След 12 – 14 дена започва действието на протеолитичните ендоензими, освободени след смъртта на млечнокиселите микроорганизми.
При сирената с плесенова закваска мазнините в тях претърпяват най-големи промени. Под действието на липолитичните ензими мазнините се разграждат и се образуват свободни мастни киселини. Минимални количества от маслена, капронова и каприлова киселина придава на сиренето изразен вкус и мирис. При сирена тип Рокфор и Камамбер специфичният мирис се придава от разграждането на висшите мастни киселини до метилкетони.

### Отклонения от органолептичните показатели
В процесът на изготвяне на сирената се наблюдават нарушения в технологията на изготвяне в резултат на което се получават промени във вида, вкуса и миризмата на сиренето.
- Горчив вкус. Получава се при разграждане на белтъците до образуването на албумози и пептони. Левцинът, лизинът и триптофанът придават също горчив вкус на сиренето.
- Сладникав вкус. Дължи се на голямото количество аминокиселини пролин, аланин, серин и гликокол.
- Друг вкус. Цистинът придава вкус на гума, а глутаминовата киселина на бульон.
- Шупли. При някои видове сирена наличието на шупли е нормално за вида. При други видове наличието на шупли с гладка форма показва вторично замърсяване на сиренината и протичането на нежелани биохимични процеси в него. При зреенето на сиренето под 12 °C се получават условия за възникването на шупли от действието на колиформни бактерии. При бялото саламурено сирене шуплите са с неправилна форма. Те се наричат технологични и се дължат на степента на пресоване на сиренината и прилепването на отделните зърна едно към друго.
- Ронливост. Зависи от температурата на зреене. При повишаването и зреенето се ускорява, а сиренето става по-сухо и ронливо.
- Кора. Дължи се на понижение на влажността в помещенията за съхранение.

## Световно производство и консумация на сирене
По данни на ФАО през 2004 г. в света са произведени около 18 милиона тона сирене. Приравнено към населението на света се падат около 3 kg сирене на глава. Около една трета от световното производство се пада на САЩ, следвани от Германия и Франция.
| Първенци в производството на сирене (в 1000 тона) | Първенци в производството на сирене (в 1000 тона) |
| ------------------------------------------------- | ------------------------------------------------- |
| САЩ                                               | 4,275 (2006)                                      |
| Германия                                          | 1,927 (2008)                                      |
| Франция                                           | 1,884 (2008)                                      |
| Италия                                            | 1,149 (2008)                                      |
| Нидерландия                                       | 732 (2008)                                        |
| Полша                                             | 594 (2008)                                        |
| Бразилия                                          | 495 (2006)                                        |
| Египет                                            | 462 (2006)                                        |
| Аржентина                                         | 425 (2006)                                        |
| Австралия                                         | 395 (2006)                                        |

Най-големият износител на сирена приравнено във валута е Франция. На второ място се нарежда Германия, но тя е първенец в износа на килограм продукт. От първата десетка Ирландия, Нова Зеландия, Нидерландия и Австралия са страни, които произвеждат продукт основно с цел износ, съответно 95%, 90%, 72% и 65% от собственото производство се изнася. В страната първенец (Франция) едва 30% от произведеното сирене се изнася. САЩ макар и първенец в производството на сирене произвежда този продукт основно с цел задоволяване на собствения пазар.
| Първенци в експорта на сирене (в хил. долара) – 2004 | Първенци в експорта на сирене (в хил. долара) – 2004 |
| ---------------------------------------------------- | ---------------------------------------------------- |
| Франция                                              | 2 658 441                                            |
| Германия                                             | 2 416 973                                            |
| Нидерландия                                          | 2 099 353                                            |
| Италия                                               | 1 253 580                                            |
| Дания                                                | 1 122 761                                            |
| Австралия                                            | 643,575                                              |
| Нова Зеландия                                        | 631,963                                              |
| Белгия                                               | 567,590                                              |
| Ирландия                                             | 445,240                                              |
| Великобритания                                       | 374,156                                              |

Германия е първенец във вноса на сирене. Великобритания и Италия са съответно втори и трети в тази класация.
| Първенци в консумацията на сирене – 2003 (kg на глава от населението) | Първенци в консумацията на сирене – 2003 (kg на глава от населението) |
| --------------------------------------------------------------------- | --------------------------------------------------------------------- |
| Гърция                                                                | 27.3                                                                  |
| Франция                                                               | 24.0                                                                  |
| Италия                                                                | 22.9                                                                  |
| Швейцария                                                             | 20.6                                                                  |
| Германия                                                              | 20.2                                                                  |
| Нидерландия                                                           | 19.9                                                                  |
| Австрия                                                               | 19.5                                                                  |
| Швеция                                                                | 17.9                                                                  |

Населението в Гърция консумира най-голямо количество приравнено на глава от населението. Основният дял (около 75%) от консумираното в страната сирене се пада на местния продукт Фета. След нея е Франция с 24 kg сирене консумирано от глава на населението. Основният дял се пада на сирената Ементал (използван основно при приготвянето на продукти) и Камамбер. От 1970 г. консумацията на сирене в САЩ непрекъснато нараства. Сиренето Моцарела е най-консумираното и заема около 30% от общия дял. Основната причина за това, е че то се влага предимно като съставна част при приготвянето на пица. 

## Сирене и здраве
Узрялото сирене е лесно смилаемо и добре усвоимо от организма. То улеснява процесите на храносмилане и пречи на развитието на гнилостни бактерии в червата. Усилва отделянето на стомашен сок и така подобрява апетита. Сиренето може да се прилага като храна след прекарано боледуване от остри инфекциозни заболявания, за изтощени болни. Използва се при наличие на болестни процеси в храносмилателната система като хронични гастрити свързани с понижена киселинност на стомашната секреция, при остри и хронични ентероколити, при които преобладават гнилостните процеси, при заболявания на черния дроб и жлъчката, при безапетитие и други. Високото съдържание на аминокиселини, калций и фосфор го правят ценна храна при заболявания свързани с разграждане на тъканните белтъци, както и при загуба на калций (рахит, остеопороза). Поради това, че сиренето е наситено с калций ежедневната му консумация помага за укрепването на костите и пречи на развитието на кариеси. При бременност помага за нормалното развитие на плода.
Изследване на финландски учени сочи, че ежедневната употреба на сирене повишава имунната защита на организма. Една от възможните причини за това е наличието на пробиотици в него.
Консумацията на некачествено произведено сирене може да повиши сериозно риска от заразяване с инфекциозни причинители. Най-често това се получава при използването на непастьоризирано мляко. Консумацията на такива сирена може да причини разпространение на листериоза, бруцелоза, салмонелоза и туберкулоза сред хората.

## Сиренето в България
В България основните асортименти сирене са бялото саламурено и кашкавалът. След Втората световна война постепенно българските млекокомбинати започват да налагат и нови продукти. Такива са сирене „Дунавия“, „Крема“, топено сирене (натурално или с добавени допълнителни продукти).
До 1989 г. основният дял от износа на българско сирене е насочен към бившия СССР и арабските страни. След промените в страната поголовието от млечни животни прогресивно спада. Успоредно с това спада и производството на млечни продукти. Производителите променят и стандартните технологии на производство на сирене и кашкавал като основно се съкращава периодът на зреене. Влагат се и сухо мляко и растителни маснини с цел производство на евтин продукт. Макар и сравнително малък производител България изнася сирене като през 2006 г. износът е бил близо осем пъти по-голям от вноса (в млн. USD)
| Основни направления и дял от общия износ на сирене от България | Основни направления и дял от общия износ на сирене от България |
| -------------------------------------------------------------- | -------------------------------------------------------------- |
| САЩ                                                            | 31,4                                                           |
| Гърция                                                         | 20,7                                                           |
| Австралия                                                      | 13,8                                                           |
| Ливан                                                          | 9,2                                                            |
| Германия                                                       | 7,3                                                            |
| Канада                                                         | 2,6                                                            |
| Азербайджан                                                    | 1,7)                                                           |
| Унгария                                                        | 1,4                                                            |
| Обединени арабски емирства                                     | 0,9                                                            |
| Румъния                                                        | 0,81                                                           |

Сиренето присъства често в българското народно творчество:
- В приказка Хитър Петър успява да надхитри змея като изцежда капки вода от камък. За заблуда вместо камък той използва буца сирене.
- В друга приказка Кума Лиса успява да надхитри врана носеща сирене в човката си. Враната отворила човка, сиренето паднало, а лисицата успяла да го изяде.

Широко употребявана е поговорката „Приятелството си е приятелство, но сиренето е с пари“.
В България е общоприето с думата сирене да се означава бялото саламурено. Другите видове сирена често погрешно са определяни като кашкавал, незряло или развалено (мухлясало) сирене. Саламуреното сирене е един от продуктите в приготвянето на шопска салата.